# Jakiw Lapynskyj
Jakiw Naumowytsch Lapynskyj (ukrainisch Яків Наумович Лапинський, russisch Яков Наумович Лапинский/Jakow Naumowitsch Lapinski, englische Transkription Yakov Lapinsky; * 7. Januar 1928 in Uman, Ukraine, damals Sowjetunion; † 30. Januar 2020 in Darmstadt) war ein ukrainischer Komponist.

## Leben und Werk
1955 schloss Lapynskyj ein Studium in Kiew an der Komponistenabteilung des Kiewer Konservatoriums bei Lewko Rewuzkyj ab. Von da ab war er als Komponist, zeitweise auch als Dirigent und Pianist tätig. Ab 1980 unterrichtete er in der Klasse „Komposition und Instrumentierung“ der nationalen Musikakademie, 1994 wurde er zum Professor ernannt.
Zwischen 1955 und 1994 veröffentlichte er zahlreiche musikalische Kompositionen, darunter 3 Sinfonien, 8 Sinfonische Dichtungen, 12 Konzerte für Soloinstrumente und Orchester, 3 Rhapsodien für Orchester, mehrere Ouvertüren sowie das Oratorium „Im Weltraum!“ (В космос!) (1964).
Außerdem verfasste er Musik für Theateraufführungen und schrieb zwischen 1967 und 1989 die Filmmusik zu mehreren Kinofilmen. Seine bekannteste Filmkomposition ist die Musik zu dem sowjetischen Science-Fiction-Klassiker „Andromedanebel“ (Туманность Андромеды) (1967).
1991 wurde ihm der Titel „Verdienter Künstler der Ukraine“ (Заслуженный деятель искусств Украины) verliehen.
1997 übersiedelte Lapynskyj nach Deutschland. Seitdem wohnte er in Darmstadt.